# Dewoitine D.1
Le Dewoitine D.1 est le premier appareil créé par Émile Dewoitine en 1920 dans sa Société anonyme des avions Dewoitine.

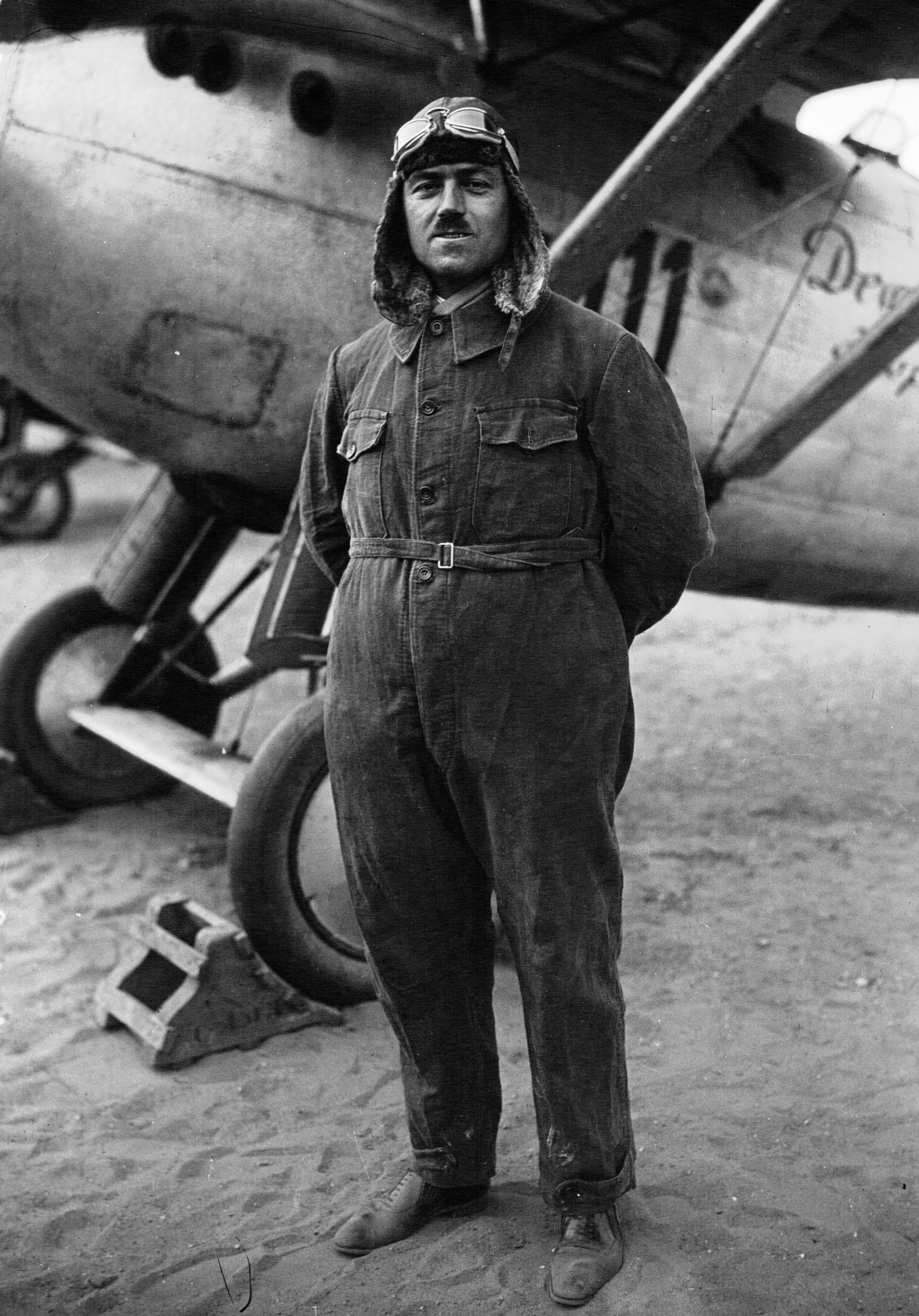
Le pilote d'essais Marcel Doret devant son Dewoitine D.1 lors de la Troisième Fête aérienne de Vincennes (23 et 24 mai 1926). Il acheta ce même appareil en 1929.

## Description
C'est un chasseur monoplace monoplan dont le premier vol eut lieu en novembre 1922. Il répondait au programme national C1 (chasseur monoplace) de 1921. Il possédait des ailes métalliques entoilées et un fuselage habillé de feuilles de duralumin. Il était motorisé par un Hispano-Suiza 8Fb 8 cylindres de 300 ch.
Le premier prototype sans réelle visibilité vers l'avant fut modifié en rajoutant un pylône entre le fuselage et la voilure qui devint ainsi de type parasol sous dénomination D.1bis construit en 8 exemplaires dont un pour la Tchécoslovaquie, le Japon et l'Italie et deux pour la Suisse.
Une nouvelle modification par l'ajout de mâts en V inversé à la place du pylône améliora encore la visibilité et donna naissance au modèle définitif D.1ter.
En novembre 1923, la Marine nationale passa commande de 44 exemplaires et le gouvernement garantissait une série de 150 D.1ter. Le premier D.1 de série fit son premier vol le 18 janvier 1925. Une trentaine furent destinés à être utilisés sur le porte-avions Béarn. Rencontrant un certain succès à l'export, 44 furent commandés par la Serbie et plus d'une centaine d'exemplaires furent construits sous licence par Ansaldo sous le nom d’Ansaldo AC.2.
Plus de 230 exemplaires auront été fabriqués au total.

## Variantes
D.1.01
Le premier prototype à aile haute avec aucun pylône ou d'entretoises de cellule ; (un construit).
D.1
Avions de pré-série, certains sans pylône et certains avec pylône au standard D.1bis ; (15 construits).
D.1bis
Version améliorée avec les ailes soulevées de 121 mm sur un court mât: certains avions de pré-série et de production ont été construits selon ce standard, mais la plupart ont été construits ou modifiés au standard du D.1ter.
D.1ter
Le standard de production le plus avancé du D.1 avec les ailes soutenues sur les montants de cellule en place du pylône utilisé sur les D.1bis.
D.8
Un dérivé pour la haute altitude du D.1, équipé d'une aile élargie de construction en bois et un moteur compression élevée Hispano-Suiza 8Fe (en). Soumis à la CEDANA (Commission d'Examen des Appareils Nouveaux pour l'Aéronautique) pour les compétitions de chasseur monoplace de 1921, le D.8 a échoué commercialement en raison de l'annulation de classe de haute altitude. Le seul D.8 a continué à établir des records de vitesse en circuit fermé en 1924 ; (un construit).
D.9
Le D.9 est dérivé du D.1, pour entrer dans la compétition d'appel d'offres du chasseur monoplace 1924, en ajustant un moteur Gnome-Rhône 9Ab (Jupiter IV) de 420 ch et plus tard, avec une aile élargie. Échec en France, le D.9 eu un certain succès à l'exportation, avec dix exemplaires livrés à des clients d'outre-mer et 150 construit pour les Troupes d'aviation suisses comme Ansaldo AC.3 ; (dix construits).
D.12
Le D.12 est développé en parallèle du D.9 pour l'appel d'offres du chasseur monoplace 1923, alimenté par un moteur Lorraine-Dietrich 12E de 450 ch. Équipé plus tard avec un moteur à haute compression, le D.12 n'a pas réussi à obtenir un contrat de production ; (deux construits).
D.19
Le D.19 est une autre réponse pour l'appel d'offres du chasseur monoplace 1923, équipé avec un moteur Hispano-Suiza 12Jb de 400 ch. 2 prototypes ont pris part à la compétition et quatre autres ont été livrés à la Belgique et à la Suisse ; (six construits).
D.21
Dans la seconde moitié de 1925, le second prototype du D.12 a été remotorisé avec un moteur Hispano-Suiza 12Gb de 500 ch. Destiné à l'exportation, le D.21 a recueilli un succès raisonnable d'acquisition de commandes pour 34 exemplaires ainsi que la fabrication de 64 autres sous licence en Tchécoslovaquie et en Argentine ; (100 construits).
Ansaldo AC.1
Un seul exemplaire du D.1 assemblé par Aeronautica SA Ansaldo avant la production de la version modifiée du AC.2 ; (1 construit).
Ansaldo AC.2
Le D.1 a été construit sous licence par Ansaldo en Italie. 112 exemplaires ont été construits pour la Regia Aeronautica ; (112 construits).
Ansaldo AC.3
Production sous licence de la variante D.9 par EKW en Suisse ; (3 construits).
Ansaldo AC.4
Un descendant direct de l'AC.2, l'AC.4 a remplacé le moteur HS 42 avec un moteur Fiat A.20 de 420 ch. Suspendu en 1927 ; (1 construit).

## Opérateurs
Tchécoslovaquie
- 1 avion D.1bis.

 France
- Marine nationale
  - Escadrille 7C3 - Escadrille 6C3

 Royaume d'Italie
- Regia Aeronautica

 Japon
- 1 avion D.1bis.

 Suisse
- Troupes d'aviation suisses - 2 avions D.1bis. De 1925 et 1928 à 1941.

 Royaume de Yougoslavie
- Forces aériennes royales yougoslave